# Lupinus nootkatensis
Lupinus nootkatensis (люпин нутський) — вид трав'янистих рослин родини бобові (Fabaceae), що зростає на західному узбережжі Північної Америки та широко натуралізований у Ісландії.

## Опис
Багаторічна, трав'яниста рослина заввишки від 50 до 120 сантиметрів. Пагони густо волохаті. Узимку залишаються тільки стеблокорені (Caudex), з яких розвиваються нові пагони навесні. Базальні листки короткочерешкові й мають від кілька від подовженої обернено-яйцеподібної  до ланцетової форми листочків. Вони мають тупий або гострий кінчик і мають на обох поверхнях більш-менш щільні від білого до коричневого кольору волоски. Верх листочка може бути також голим. Гроноподібні суцвіття складаються з синіх, рідко білих поодиноких квітів.

## Поширення

### Загальне поширення
До природного ареалу поширення входять деякі території Північної Америки: США — Аляска, Канада — Юкон, Британська Колумбія. Вид натуралізований ув Європі: Велика Британія (Шотландія й Північна Ірландія), Норвегія, Швеція, Ісландія, а також у Гренландії.
У своєму рідному діапазоні поширення L. nootkatensis перебуває на гравійних барах уздовж узбережжя й річок і на сухих схилах. У своєму чужому діапазоні рослина зростає в аналогічних місцях проживання, наприклад, це піщані пляжі, краї залізних і автомобільних доріг і гравійні річкові береги. Як і більшість інших видів люпину L. nootkatensis є світлолюбною, пристосованою до відкритих середовищ проживання рослиною.

### Історія впровадження та поширення в Європі
Вид був уведений до Європи з Північної Америки в кінці XVIII століття. Рослину вирощували декоративно в Англії в 1795 році, де вона стала популярною садовою рослиною. Англія, ймовірно, є початковим джерелом насіння в Скандинавії. Перше введення до Швеції — невідоме, але це, можливо, було ще в 1840-х роках, де рослина також стала популярною в садах у кінці XIX і початку XX століття з деяким поширенням у природному середовищі. У той час вид був, імовірно введений до Норвегії, де ним були засіяні площі вздовж автомобільних і залізничних доріг, аби стабілізувати ґрунт, а потім був натуралізований. Вид відомий також як утікач із садів в одному місці на південному сході Фінляндії. Перші згадки про L. nootkatensis в Ісландії з 1885 р. Насіння було, ймовірно, від виробників Норвегії чи Швеції. У 1945 році насіння було зібране на Алясці й доставлене в Ісландію, що призвело до введення на кількох ділянках залісення та подальшої натуралізації виду в середині 1950-х років. L. nootkatensis був введений до Гренландії з Ісландії в 1970 році й став натуралізованим у кількох пунктах між 60 і 64 градусами у прибережних районах на південному заході острова. З Ісландії вид був також доставлено на Фарерські острови незабаром після 1970 р.

## Відтворення
Дослідження, проведені в Ісландії вказують, що L. nootkatensis залежить у великій мірі від самозапилення (70%), але перехресне запилення за допомогою джмелів також стається. Виробництво насіння є основним способом відтворення, а бокове розширення пагонами рідкісне. Тривалість життя окремих рослин, імовірно, може бути більш як 20 років за сприятливих умов. Окремі рослини з 25 квітучими стеблами можуть виробляти понад 2000 насінин за сезон. Насіння відносно велике, довжиною 4 мм, 3 мм завширшки, 15–20 мг у вазі. Насіння зазвичай розосереджується на 1–3 м від материнських рослин, але експансія є значно більшою на похилій поверхні й уздовж водотоків. Значне поширення може відбуватися при допомоги сильних вітрів. Є переконливі свідчення того, що в Ісландії насіння може бути розосереджене на великі відстані птахами.

## Використання
У більшості європейських країн люпин був введений як декоративна рослина. В Ісландії, з іншого боку, L. nootkatensis грає важливу роль в освоєнні сильно деградованих територій. Родючість ґрунту може бути піднята впродовж відносно короткого часу за дуже низької вартості, оскільки не потрібні жодні додаткові добрива.
Як і багато інших диких люпинів, L. nootkatensis має відносно високий вміст алкалоїдів. Вівці, які мають обмежений доступ до інших кормів, окрім L. nootkatensis, як відомо, стають враженими отрутою, яка тимчасово впливає на нервову систему і викликає параліч.

## Галерея

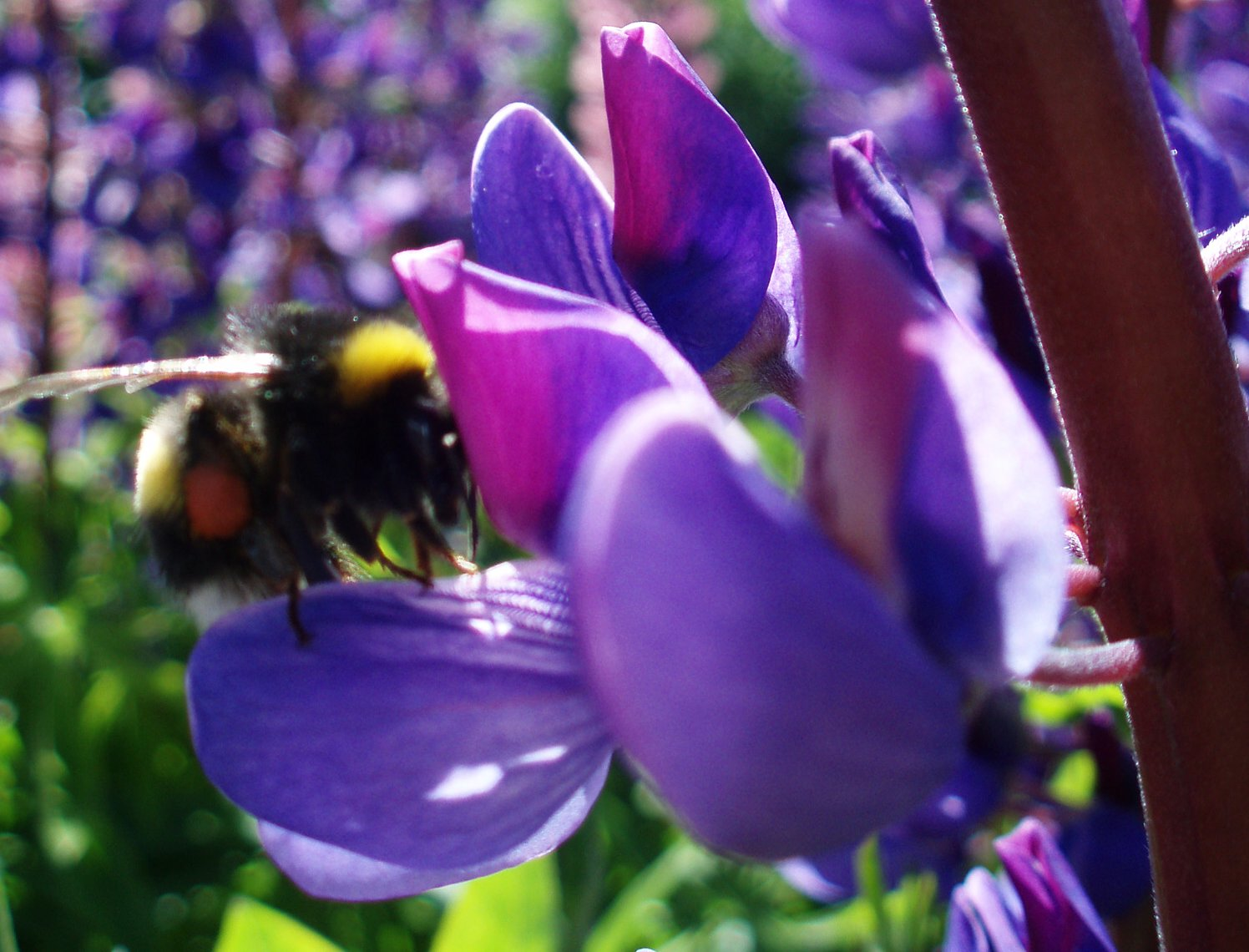
Запилення джмелем
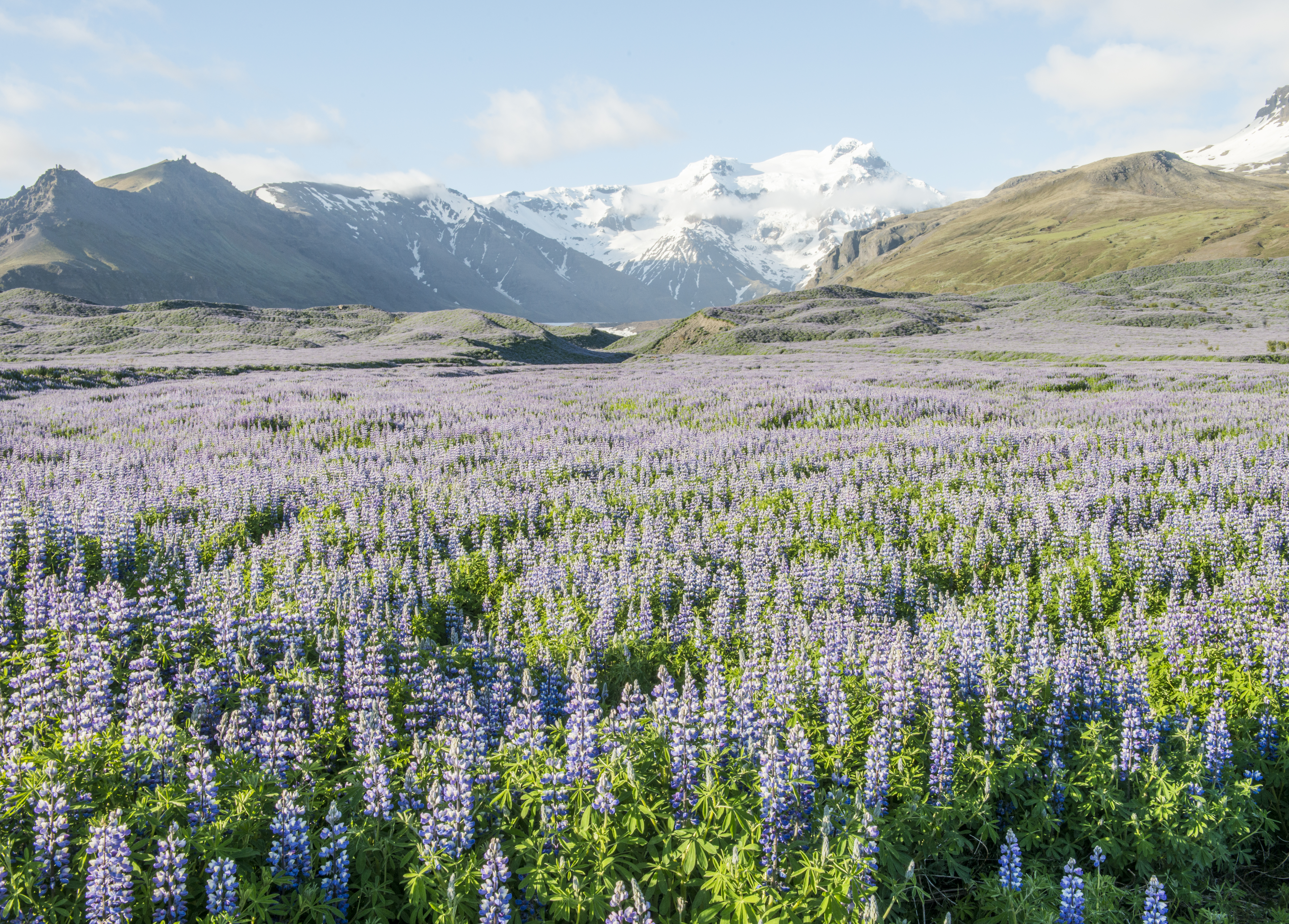
Поле в Ісландії
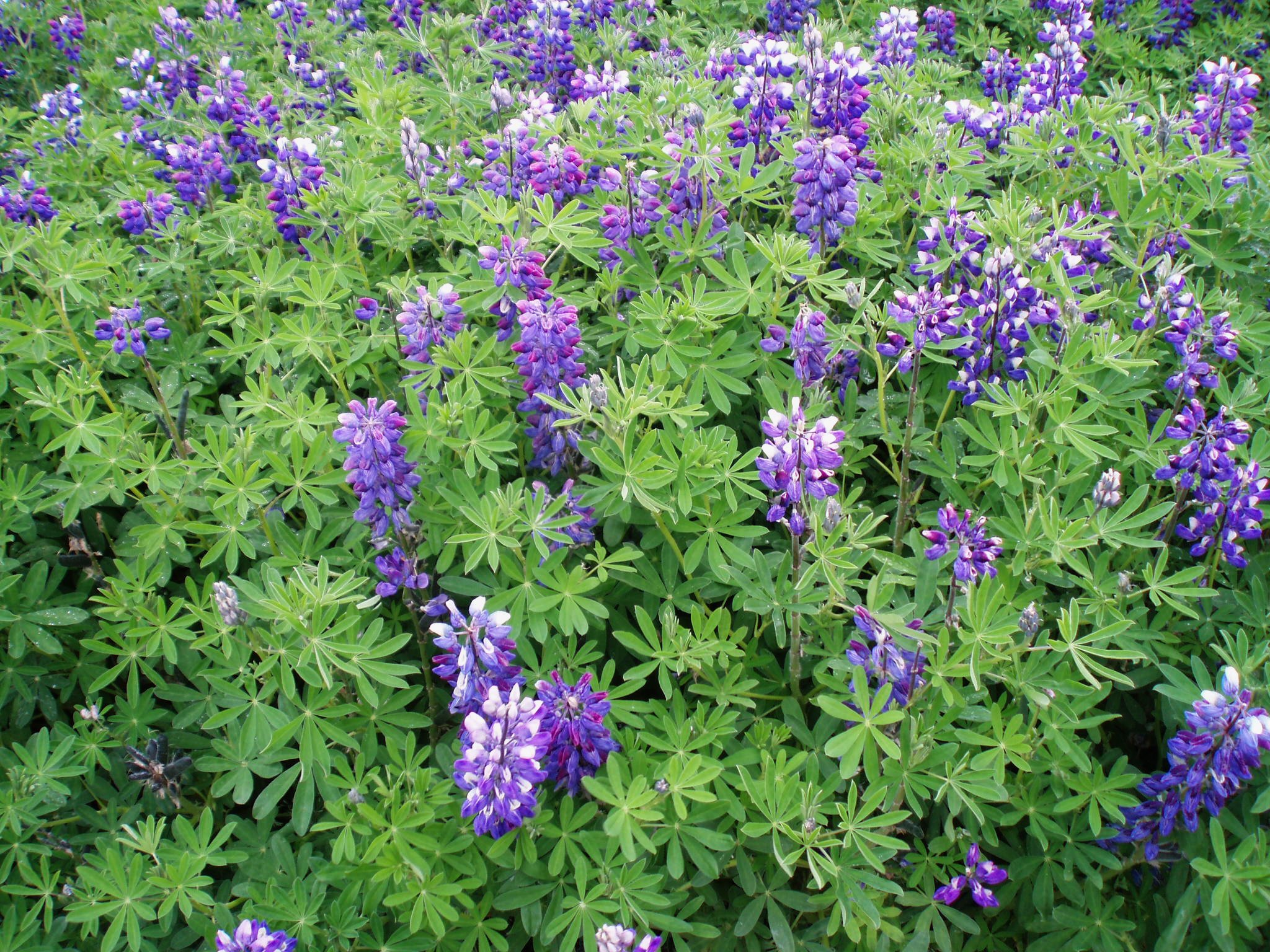
Рослини в Ісландії